# Вулиця Пястовська (Краків)
Вулиця Пястовська (пол. Ulica Piastowska) — вулиця в Кракові, що проходить від перехрестя з вулицями Підхоронжих і Броновицька на південь, а потім на південний захід до перехрестя з вулицею Круловей Ядвігі.
Прокладена в історичних районах Звежинець, Чарна Вєсь і Лобзув, частково по сільських дорогах. Приблизно в середині XIX ст. фортечна дорога, що з'єднує систему укріплень навколо міста (Краківська фортеця). Вулиця отримала свою назву від династії П'ястів і використовується з 1912 року.
На ділянці між Рудавою та перехрестям з ал. 3 Мая визначає західний кордон Блоні. У центральній частині, зі східного боку, розташований житловий масив Тихий Куточок (Cichy Kącik), а з західного — комплекс спортивних споруд Ягеллонського університету. Далі між вулицями Реймонта та Навойкі вона перетинає територію студентського містечка Гірнично-Металургійної Академії (AGH). Північна ділянка проходить вздовж житлового масиву багатоквартирних будинків (1960—1990 роки).

Сквер на розі вул. Пястовська та вул. Підхоронжих був названий на честь генерала Францішека Ксаверія Латиніка.

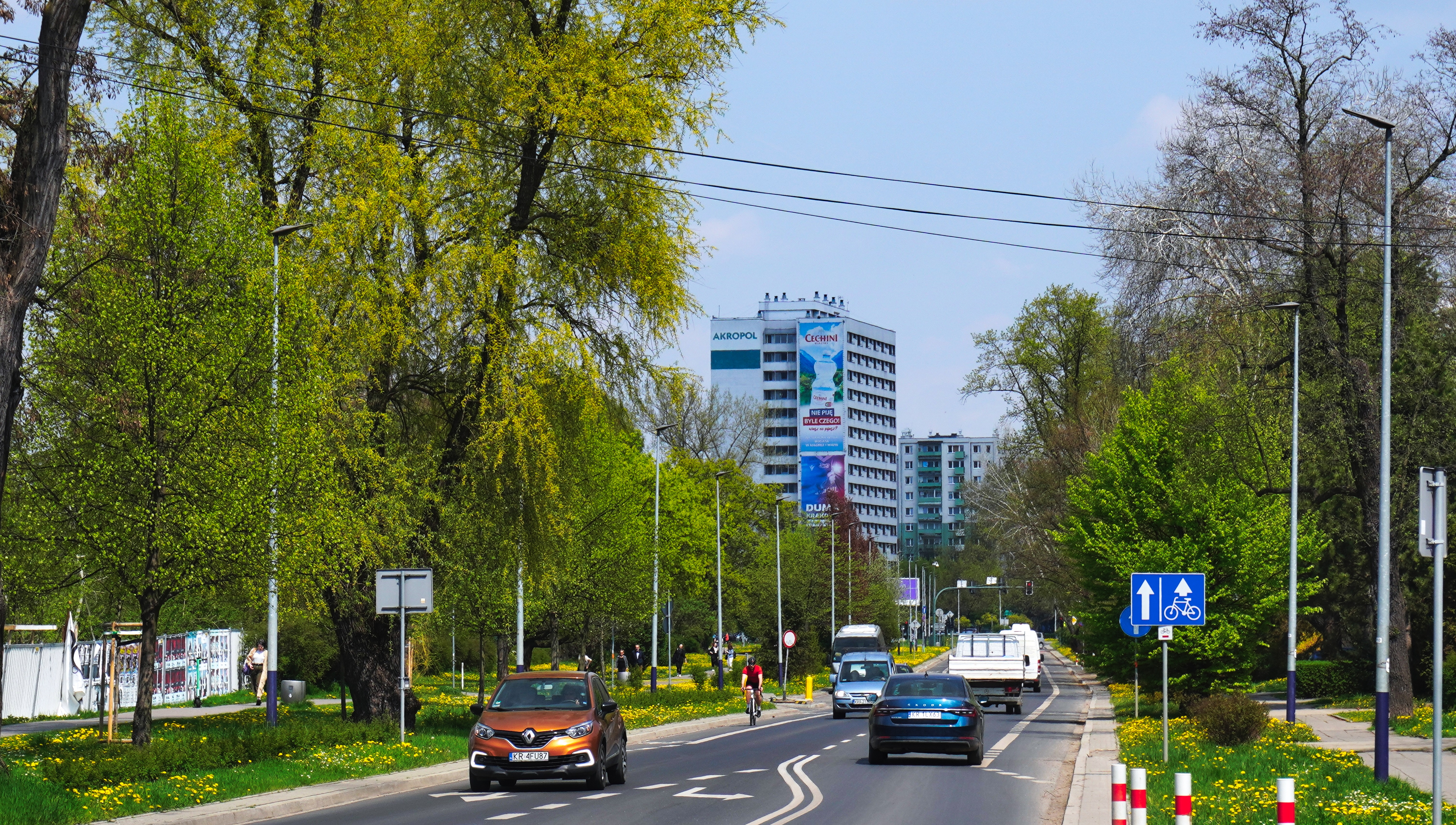
Від з кінцевої трамвайної зупинки Cichy Kącik на північ